# Fabian Figueiredo
Fabian Filipe Figueiredo (14 de janeiro de 1989) é um deputado e político português. Foi brevemente deputado à Assembleia da República na XIV legislatura pelo Bloco de Esquerda, de abril a junho de 2021. É licenciado em Sociologia
pela Faculdade de Economia da Universidade de Coimbra. Desempenhou as funções de Presidente do Grupo Parlamentar do Bloco de Esquerda e deputado à Assembleia da República, na sequência das eleições de 10 de Março de 2024 para a XVI Legislatura.